# Oldschool jungle
Jungle és el nom donat a un estil de música electrònica que incorpora influències tant del techno hardcore original (també conegut com a "breakbeat hardcore") com del techno i de l'escena jamaicana existent a Anglaterra en els anys 80. D'aquesta cultura del sound system incorpora elements del reggae i del dub. Existeix un important debat sobre la diferenciació entre Jungle i Drum and Bass, perquè ambdós termes s'utilitzen indistintament en nombroses ocasions. Realment el terme Drum and Bass no comença a utilitzar-se fins a mitjans dels 90, amb recopilatoris com "The Dark Side - Hardcore Drum & Bass Style"

## Artistes significatius
| - DJ Hype - Shut Up and Dance - Shy FX - Fabio - 4 Hero - Grooverider - DJ Zinc | - Aphrodite - Foul Play - Hyper On Experience - Ragga Twins - Congo Natty - T.Kay - LTJ Bukem - UK Apachi |